# 科鲁帕
科鲁帕是巴西圣卡塔琳娜州的一个市镇。总面积405.003平方公里，总人口12925人，人口密度31.9人/平方公里。